# Thin Sumbwegam
Thin Sumbwegam (ur. 12 marca 1930 w Myitkyina) – birmański lekkoatleta, długodystansowiec, dwukrotny olimpijczyk. 
Na swych pierwszych igrzyskach olimpijskich w 1964 zajął 35. miejsce w biegu maratońskim (2:30:35,8), cztery lata później osiągnął 18. pozycję z czasem 2:32:22,0. Na obu igrzyskach był najstarszym reprezentantem swego kraju.
Wielokrotny mistrz igrzysk Azji Południowo-Wschodniej (wówczas igrzyska Półwyspu Indochińskiego). W biegu na 10 000 m zdobył złoto w 1965, 1967 i 1969 roku, a w maratonie mistrz w 1965 i 1969 roku.
Rekord życiowy w maratonie – 2:25:58 (1968).